# 6501工程
6501工程是位于湖南省临湘市忠防镇、地处湘鄂交界处的一大型军事工程，因其是依中央军委和国防部1965年第1号令建造而得名。该工程从1965年开始秘密修建，据称下令修建的是时任中央军委副主席的林彪，而具体责任该工程的是时任广州军区司令员黄永胜和时任广州军区空军司令部参谋长顾同舟。1973年后被封闭废弃，有人认为其原因可能是林彪事件。
但目前关于此工程的许多背景仍未被解密。
6501工程的主体是一17公里长的人工山洞，分为上、中、下三层，其主洞口宽12米、高12米，是亚洲最大的人工山洞。1980年代时一放牛人发现了这一被废弃的山洞，后被开发为风景区。